# スラヴ派
スラヴ派（スラヴォフィル、ロシア語: славянофильство）は、19世紀ロシアで本格的となる知的運動の一つ。

## 起源
ロシアには独特な運命があり、ロシア人は特異な民であるという感情は、15世紀にコンスタンチノープルを本山とするギリシア正教が権威を失墜したころに始まる。1589年にはロシア正教会の主教区がコンスタンチノープル総主教区から分離したことを確認または強制的に認めさせ、新設されたモスクワ総主教イオフは「第三のローマであるロシア」という表現を用いて全キリスト教世界に対するロシアの優越を宣言している。西ヨーロッパの影響が現れるたびにロシアではその反作用として、ロシア独自の救済への道が強調されるようになった。
ヨーロッパへの懐疑がロシアで起こったのはフランス革命の影響によるもので、デカブリストと同世代の詩人レールモントフにとってロシアは「まったく未知数」であったが、1837年にチャーダーエフはその弁明（Апология сумасшедшего）で、「ロシアには人類の重大問題に対して答えを与える召命がある」という確信を表明している。

## 西欧派との論争
理論的に武装したスラヴ派が登場するのは、その反対者たちである「西欧派」（Западничество）と同じ1840年代である。初めのころはスラヴ派と西欧派は同じサロンで討論を行い、西欧派のアレクサンドル・ゲルツェンは自分たちとスラブ派の論客アレクセイ・ホミャコーフたちは「二つの顔を持つヤヌス神」、兄弟のようなものと考えていた。ところがスラヴ派がロシア正教を奉じ、科学や分離派に不寛容になり、ロシア皇帝の支配を正当化する姿勢を明確に示すようになると、論争は先鋭になり和解しがたい敵同士となる。

## 思想
スラヴ派はピョートル1世による西欧化は、ロシアに対する裏切りであると考えた。スラヴ派の中でもK・アクサーコフ、ユーリー・サマーリン（Юрий Фёдорович Самарин）などは、ヘーゲルがドイツ人に適用した観念をロシア人にあてはめて、ロシア人の特別な召命がありうるとした。ただ、ホミャコフはヘーゲル哲学は正教と相容れないことを説いて、サマーリンに論を改めさせたという。この世代で代表的なスラヴ派の人物としては、イヴァン・キレーエフスキー、イヴァン・アクサーコフ、コンスタンティン・レオンチェフなどがいる。
このような見解は、1860年代に活動を始めるナロードニキによって変革の教義へと造りかえられる。チェルヌイシェフスキーなどの急進派は、ロシアは優れて農民の国であるからブルジョア資本主義という西欧的な段階を回避するであろう、特殊ロシア的な農村共同体が未来の共産主義を用意するであろうと論じ、ナロードニキの秘密結社のひとつである人民の意志もまたそうした信念のもとにテロリズムを実行し、社会革命党へと合流する。
そのような左翼のスラヴ派とは別に、正教・ロシア皇帝と結びついた右翼のスラヴ派は、ロシアを頂点としたスラヴ民族の統合という、ドストエフスキーが晩年に支持した汎スラヴ主義へと発展していく。